# Stephan Burián
Stephan (István) Baron (ab 1918 Graf) Burián von Rajecz (* 16. Januar 1852 in Stampfen bei Pressburg; † 20. Oktober 1922 in Wien) war ein führender Politiker Österreich-Ungarns, insbesondere als mehrfacher Außen- und gemeinsamer Finanzminister der Doppelmonarchie.

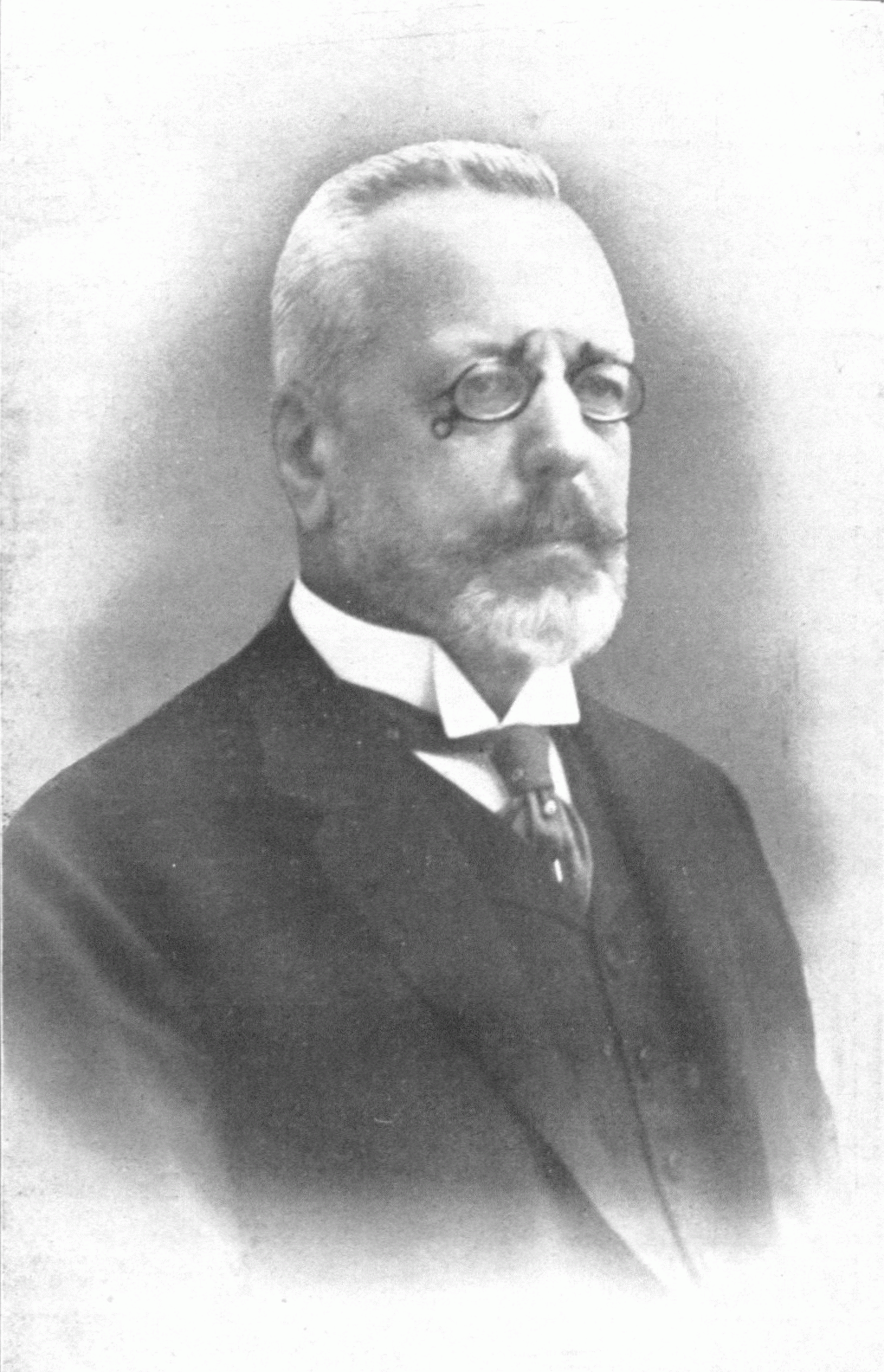
Stephan Burián, 1915

## Leben

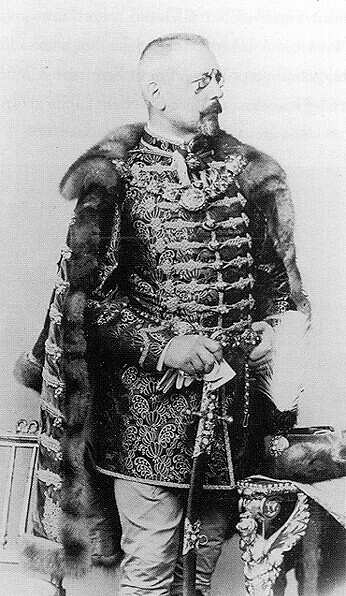
Burián von Rajecz in der Uniform eines ungarischen Magnaten

### Diplomatischer Dienst
Burián, Angehöriger des ungarischen Landadels im damaligen Oberungarn (der heutigen Slowakei), amtierte zunächst als k.u.k. Generalkonsul in Moskau, bevor er in den diplomatischen Dienst wechselte. 1887 bis 1895 wirkte er als Gesandter Österreich-Ungarns in Sofia, der Hauptstadt des damals autonomen, formell noch zum Osmanischen Reich gehörigen Fürstentums Bulgarien. 1896 wurde er k.u.k. Gesandter beim König von Württemberg in Stuttgart, bevor er 1897 die wichtige Position des Gesandten in Athen übernahm.

### Finanzminister
1903 wechselte er in die Innenpolitik der Doppelmonarchie, als er von Kaiser und König Franz Joseph I. zum gemeinsamen Minister der Finanzen ernannt wurde, eine Position, die er bis 1912 innehatte. Zu den Aufgaben des vormaligen Reichsfinanzministeriums, das neben den Finanzministerien der beiden Teilstaaten der Doppelmonarchie bestand und nun auf ungarischen Wunsch nicht mehr so genannt wurde, gehörten die Finanzierung der Außenpolitik, des gemeinsamen Heers und der Kriegsmarine sowie seit 1878 auch die Verwaltung von Bosnien-Herzegowina, da sich Österreich und Ungarn nicht hatten darauf einigen können, welchem der beiden Teilstaaten die okkupierte, 1908 annektierte Provinz angehören sollte.

### Minister a latere
Nach seiner Enthebung 1912 wurde er im Juni 1913 von Franz Joseph in die Regierung des Königreiches Ungarn berufen und zwar als Minister a latere bzw. ungarischer Minister am königlichen Hoflager, der die ständige engste Verbindung zwischen dem Wiener Hof und den Ministerien in Budapest sicherzustellen hatte.
Noch im Frühjahr 1914 sah Burián die Ursache für den Gegensatz der Monarchie zu Russland in Galizien und nicht auf dem Balkan. Wenn Österreich-Ungarn Russland die Garantie gäbe, polnische und ukrainische Loslösungsbestrebungen, die ihr ja auch selber geschadet hätten, nicht mehr zu unterstützen, hätte die zaristische Außenpolitik keinen Grund mehr gehabt, die Balkanländer gegen die Monarchie zu unterstützen. Dann hätte auch das Bündnis mit Deutschland gelockert werden können.
In der Julikrise von 1914 vermittelte Burián erfolgreich zwischen Außenminister Berchtold und dem zunächst kriegsunwilligen ungarischen Ministerpräsidenten István Tisza.

### Außenminister

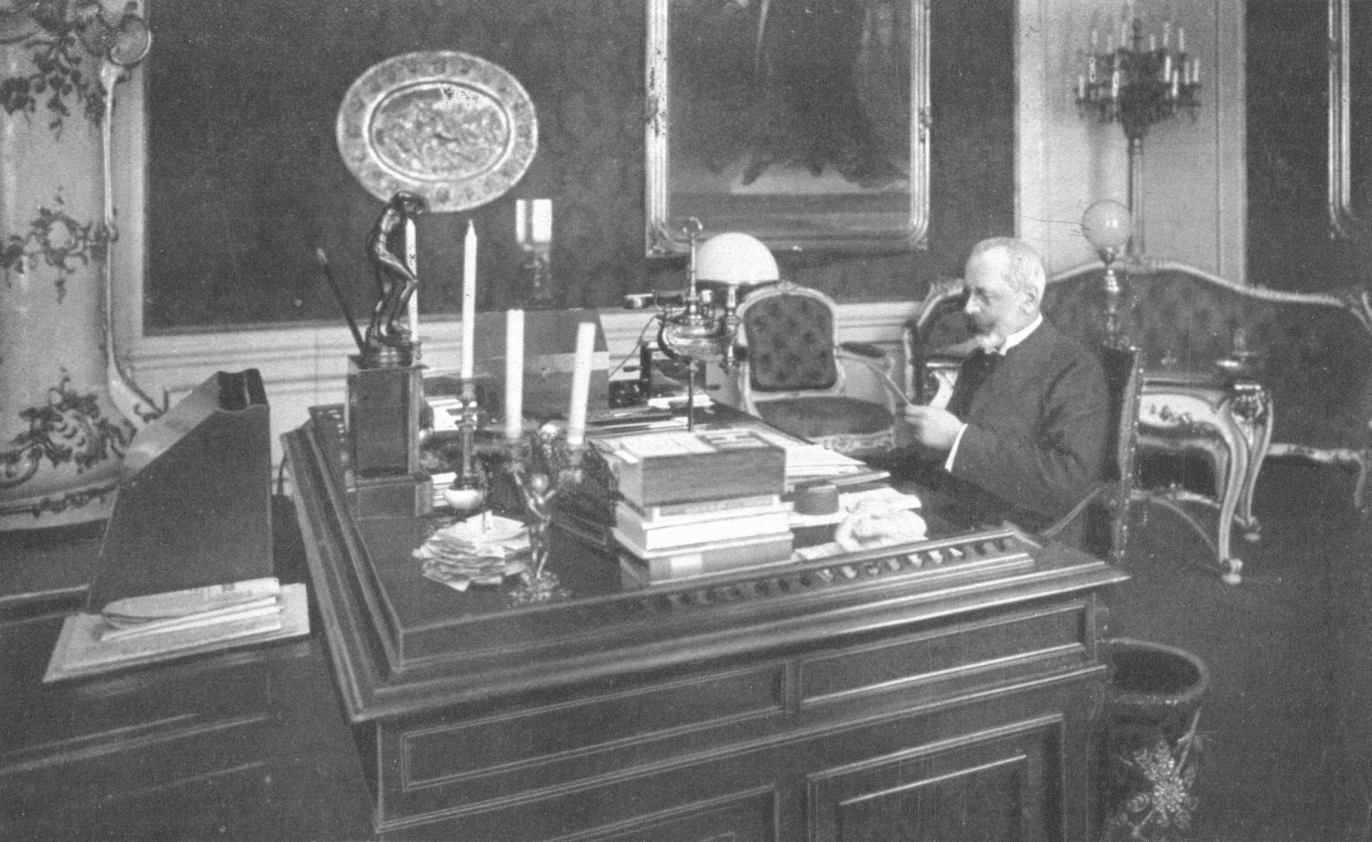
Stephan Burián, 1915

Nach der Enthebung des Grafen Leopold Berchtold wurde Burián am 13. Jänner 1915 vom Kaiser und König zum gemeinsamen österreichisch-ungarischen Minister des kaiserlichen und königlichen Hauses und des Äußeren ernannt.
Anfang April 1915 betonte der deutsche Reichskanzler Theobald von Bethmann Hollweg in Zusammenhang mit dem drohenden italienischen Kriegseintritt, dass er unser Schicksal nicht an die Unbesonnenheit und Illoyalität Baron Buriáns ketten wolle. Burián hatte die Verhandlungen mit Italien in pedantischer und starrer Weise geführt.
Er suchte von Anfang an, nach dem klassischen Rezept der Diplomatie, nicht die Einigung mit Italien, sondern bot immer nur so viel an, wie es dem Verhandlungspartner gerade nicht genug war. Im Februar 1915 signalisierte er nur Verhandlungsbereitschaft, wollte aber von Gebietsabtretungen nichts hören. Im März war er im Prinzip damit einverstanden, aber erst im April dazu bereit, die Abtretung des Trentino schon während des Krieges vorzunehmen, und blieb damit immer einen Monat hinter den steigenden italienischen Ansprüchen zurück. Er tat das in der Absicht, den italienischen Kriegseintritt, von dessen Unvermeidbarkeit er von Anfang an überzeugt war, möglichst hinauszuschieben. Aus seinem kriegsfatalistischen Blickwinkel gab er den durchaus vorhandenen Neutralitätsbestrebungen in Italien von Anfang an keine Chance.
Nachdem Burián Minister des Äußeren wurde, war sein Lieblingsprojekt die austropolnische Lösung, die Angliederung Kongresspolens an die Monarchie, das Hauptthema bei den deutsch-österreichisch-ungarischen Kriegszielerörterungen, während die übrigen Gebiete kaum behandelt wurden. Er erreichte bei der Berliner Polen-Konferenz vom 11.–13. August 1915 sogar die (vorübergehende) deutsche Zustimmung zur austropolnischen Lösung.
Burián stellte in seinen Unterredungen mit Bethmann Hollweg die mögliche Angliederung Kongresspolens stets als eine Last dar, die man nur auf sich nehme, weil man keine andere Wahl habe. Mit der von ihm gespielten Rolle des widerwilligen Annexionisten ließ sich ein allzu großer Eifer schlecht vereinbaren.

### Finanz- und abermals Außenminister
Der Thronwechsel von Franz Joseph zu Karl I./IV. im November 1916 änderte die Lage, da Karl im Dezember 1916 seinen Favoriten Graf Ottokar Czernin zum Außenminister ernannte. Burián wurde nun neuerlich gemeinsamer Finanzminister und blieb dies bis April 1918.
Der insbesondere wegen der Sixtus-Affäre unumgänglich gewordene Rücktritt Czernins brachte Burián erneut ins Außenministeramt, das er von April bis zum 24. Oktober 1918 nochmals innehatte. Er war damit der vorletzte Außenminister der Doppelmonarchie. Nach seiner Wiederernennung erhob ihn Kaiser und König Karl kurz vor der Auflösung der Habsburgermonarchie noch in den Grafenstand. Da das Königreich Ungarn Mitte Oktober mit Zustimmung des Monarchen die Realunion mit dem kaiserlichen Österreich per Ende Oktober 1918 gekündigt hatte, sah Burián in dieser Funktion keine Wirkungsmöglichkeit mehr. Der ehemalige ungarische Ministerpräsident István Tisza, dessen Vertrauter Burián war, wurde am 31. Oktober 1918 in Budapest ermordet.

### Nach dem Krieg
Burián, der nach dem Krieg wegen seiner Außenpolitik vor allem von deutscher Seite – namentlich von General Erich Ludendorff – heftig attackiert wurde, schrieb seine Kriegserinnerungen nieder, die nach seinem Tode sowohl in deutscher als auch in englischer Version erschienen.
Burián verbrachte seinen Lebensabend in Wien und wohnte zuletzt im Palais Wertheim am Schwarzenbergplatz. Er starb am 20. Oktober 1922 in Wien und wurde im Burián’schen Familiengrab auf dem Wiener Zentralfriedhof (Gruppe 16 G, Nummer 5) beigesetzt.

## Bewertung
Viele warfen Burián seine Starrheit vor; nach dem Historiker István Diószegi blieb er auch als praktischer Politiker ein Doktrinär, der die flexible Wirklichkeit in theoretische Schemata presste und die Dinge, ohne sich um die tatsächlichen Triebkräfte zu kümmern, nach den von ihm aufgestellten Regeln erledigte – solange, bis sich herausstellte, dass sie ungeeignet waren. Auf den Misserfolg folgte niemals eine Überprüfung der Methode, sondern die Aufstellung neuer theoretischer Schemata.

## Schriften
- Drei Jahre aus der Zeit meiner Amtsführung im Kriege. Ullstein, Berlin 1923.
  - ins Englische übersetzt: Austria in dissolution; being the personal recollections of Stephan, count Burian (Digitalisat, mit einem Vorwort von Burián)